# Rich Internet application
Pour les articles homonymes, voir RIA.
 (février 2024).
 (février 2024).
Une Rich Internet Application (RIA), ou application Internet riche, est une application Web qui offre des caractéristiques similaires aux logiciels traditionnels installés sur un ordinateur. La dimension interactive et la vitesse d'exécution sont particulièrement soignées dans les applications Web.
Une RIA peut être :
- exécutée sur un navigateur Web. Aucune installation n'est requise ;
- exécutée localement dans un environnement sécurisé appelé sandbox (bac à sable).

Le terme Rich Internet Application a été introduit dans une publication de Macromedia en mars 2002.

## Des pages HTML aux interfaces interactives riches
Les applications Web traditionnelles s'articulent souvent sur une architecture utilisant des clients légers : les traitements sont réalisés sur le serveur (distant), le client (local) ne faisant qu'en réaliser une présentation (exemple : HTML). Le client envoie ses données au serveur, celui-ci effectue le/les traitement(s) puis une page de réponse est renvoyée au client. Le serveur est donc sollicité à chaque interaction, hormis quelques cas spécifiques comme la saisie dans un formulaire.
Les RIA s'efforcent de rapatrier chez le client (local) une partie des traitements normalement dévolus au serveur. Le langage JavaScript, en particulier, a été conçu dans cette optique. Il permet par exemple d'indiquer au fur et à mesure de la frappe le nombre de caractères qu'il est encore possible de saisir, dans un champ de texte de taille limitée, plutôt que de tout accepter et de renvoyer ensuite seulement un message d'erreur du serveur avec perte d'une partie du contenu frappé.
Les standards Internet ont évolué lentement et continuellement au fil du temps pour s'accommoder de ces techniques. Aussi est-il difficile de définir clairement ce qui constitue une RIA et ce qui n'en constitue pas une. Généralement, ce qui peut être effectué au moyen d'une RIA est limité par les capacités du système client.
Parce que les RIA utilisent les ressources du système client, elles offrent aux applications Web des possibilités d'interfaces utilisateur réactives, ce qui serait impossible avec des balises HTML standards.
On peut déporter sur le client de nombreuses fonctionnalités, comprenant le glisser-déposer, l'utilisation de barres d'outils pour modifier les données, des calculs (par exemple : taux d'intérêt pour un prêt), données n'ayant pas nécessairement besoin d'être renvoyées au serveur.
Le développement d'HTML5 est parfois annoncé comme voué à remplacer ces RIA, en réalité il ne prendra vraisemblablement en charge que les usages et fonctionnalités les plus usitées et répandues des principaux RIA, auxquels l'aspect propriétaire confère une longueur d'avance à un consortium tel que le W3C[Passage contradictoire ("Aspect propriétaire et W3C ne semblent pas tout à fait en accord ? Ce « à », n'est-il pas un « par rapport à » étêté ? Possible d'être plus explicite ? (Plus dans l'historique).")].

## Avantages et inconvénients
Le développement d'applications exécutables dans un navigateur Web, bien que limité dans sa portée, représente un défi technique, notamment pour égaler les fonctionnalités des applications bureautiques traditionnelles. Cependant, ces efforts sont souvent récompensés pour plusieurs raisons : 
- Absence de nécessité d'installation : Les utilisateurs peuvent accéder à l'application instantanément sans avoir besoin de l'installer. La distribution et la mise à jour se font de manière transparente pour l'utilisateur.
- Accessibilité : Les utilisateurs peuvent utiliser l'application depuis n'importe quel ordinateur équipé d'une connexion Internet et d'un navigateur moderne.
- Préférence croissante pour les solutions basées sur le Web : Avec la popularité croissante de l'utilisation du Web, les utilisateurs sont de moins en moins enclins à installer de nouveaux logiciels lorsqu'une alternative basée sur le navigateur est disponible, même si elle peut être moins performante ou moins riche en fonctionnalités. Cela est particulièrement vrai dans des cas comme l'utilisation de webmail.

En dépit des éventuelles limitations de vitesse ou de fonctionnalités, cette tendance démontre l'importance croissante des applications Web dans le paysage numérique contemporain.

## Technologies côté client
Le client est un navigateur qui est compatible JavaScript, CSS, HTML et capable d'utiliser les fonctionnalités du système d'exploitation par la gestion de plug in (moteur multimedia/3D Quicktime, Windows Media, Unity, RealPlayer, Shockwave). Cette compatibilité JavaScript permet l'utilisation des « applets ».

### JavaScript et Ajax
JavaScript fut le premier langage d'importance du côté client. Il était capable de faire exécuter du code côté client. De plus il était mis en œuvre dans la plupart des clients Web.
Bien que son usage soit relativement restreint de prime abord, combiné à plusieurs couches d'autres langages (i.e. DHTML) il est devenu possible de le faire cohabiter avec un système RIA sans utiliser une solution du type « client monolithique ». AJAX est maintenant le terme utilisé pour se référer à cette combinaison de techniques, elle est récemment[précision nécessaire] devenue la plus importante grâce notamment à des projets de Google tels que Gmail ou Google Maps. Cependant, créer des applications riches avec cette plate-forme de développement s'avère très difficile, étant donné que différentes technologies doivent interagir pour faire fonctionner l'ensemble, et que les travaux de compatibilité des navigateurs nécessitent beaucoup d'efforts.
De nombreux éditeurs offrent des outils et frameworks permettant de simplifier l'écriture de telles applications. 
- Yahoo! UI Library (YUI) (la plus documentée)
- Ext JS (une bibliothèque dérivée de la précédente et devenue indépendante)
- Dojo
- jQuery
- Prototype
- Rialto
- script.aculo.us[réf. nécessaire]
- Rico
- GWT (Google Web Toolkit), toolkit proposé par Google qui permet d'écrire des RIA javascript/AJAX en utilisant Java, notamment sous forme d'extension pour Eclipse.
- Morfik édite AppsBuilder[pas clair] qui permet de développer dans une syntaxe C/Java/Pascal/Basic et de générer du code javascript.

Si JavaScript a longtemps été réservé au côté client, de nouveaux frameworks l'ont depuis[Quand ?] porté vers le côté serveur. L'exemple le plus connu est NodeJS, son rôle dans la démocratisation du JavaScript côté serveur aura un impact sur les RIA modernes.

## Applet machine virtuelle

### Applets Java
Les applets Java sont des applications compilées en bytecode, téléchargées depuis un serveur, s'exécutant côté client sur une plate-forme disposant d'une machine virtuelle Java (Java Runtime Engine). Les applets, diminutifs d'applications, s'exécutant au sein d'un navigateur sans possibilité d'accès aux périphériques du système d'exploitation (imprimante, gps) et avec des droits d'exécutions restreints. Ces limitations disparaissent par utilisation de la technologie Java Web Start qui permet d'installer depuis le web une application qui s'exécutera sur une machine virtuelle Java en dehors d'un navigateur. Le slogan write once et run everywhere associé à Java a reporté le problème de portabilité sur les machines virtuelles et posé le problème de l'interopérabilité des protocoles. Historiquement ces applets sont à l'origine du développement d'un véritable framework s'exécutant sur différent OS Java et périphériques mobiles J2ME avec pour les téléphones la plate-forme MIDP utilisé par les Blackberry. Les applets ont laissé place à la technologie Flash dont le moteur d'exécution est léger (2 Mio par rapport à 50 Mio)[réf. nécessaire], le temps de chargement plus rapide, et où les graphiques sont plus facilement animés grâce à une programmation plus temporelle qu'événementielle.

### Adobe Flash
Adobe Systems (qui a racheté Macromedia fin 2005) est un des fournisseurs dans ce domaine avec la technologie Adobe Flash qui intègre des serveurs de communication reposant sur Flash, Central, Breeze et Flex.
Laszlo est une plate-forme opensource pour les applications Internet riches, initialement développé par Laszlo Systems qui produit également des fichiers SWF qui s'exécutent dans le lecteur Adobe Flash.
Chacune de ces technologies est exécutée dans les navigateurs des visiteurs du site via le lecteur Adobe Flash qui est installé sur 98 % des navigateurs Internet.[réf. nécessaire]
Flash est progressivement abandonnée au cours des années 2010, la fin définitive du support étant annoncée par Adobe pour 2020, il est remplacé par des technologies modernes comme WebAssembly ou HTML5.
HTML5, combiné à des frameworks modernes comme Angular, React ou Vue.js, est désormais largement utilisé pour les applications Web riches, remplaçant progressivement des technologies comme Flash et Silverlight.

### Silverlight
Créé par Microsoft et intégrant le framework .Net

### Framework RIA
Environnements open source réutilisant une ou des technologies ci-dessous :
- Description des interfaces en XML (XUL, XAML)
- Échange des données avec les serveurs de données via les Webservices SOAP, REST, RCP
- Intégration d'un langage de programmation orienté objet (JavaScript, actionscript, C#, javaFX)
- gestion du client de façon dynamique côté serveur (tomcat, IIS)
- interface client orientée évènement pour plus d'interactivité

Le premier framework proposant ces fonctionnalités était le framework echo.[réf. souhaitée] on peut citer :
- OpenLaszlo fonctionne sur un serveur java pour générer sur le client du flash. Il était considéré comme un FLEX open source et gratuit depuis qu'Adobe a rendu libre et gratuit la technologie Flex pour populariser sa technologie Apollo. OpenLaszlo utilise l'éditeur de nom Laszlo IDE d'IBM.
- Wazaabi, un facilitant à RCP Eclipse qui permet de réaliser « facilement » des applications client riche en J2EE en se basant sur la technologie RCP et sur les fichiers XUL.
- Adobe Flex est une solution de développement créée par Macromedia en 2004 puis reprise par Adobe en 2006, permettant de créer et de déployer des applications Internet riches (RIA) multi plates-formes grâce à la technologie Flash.
- JavaFX de Oracle Corporation

## Client basé sur XML (données, interface)
- Les technologies fonctionnant sur une machine virtuelle (XULRunner)[pas clair] ou sur ajax évoluent tous pour supporter des protocoles de communication basés sur XML (JSON) et des interfaces décrites avec XML. L'utilisation du format XML au niveau de l'interface ouvre la voie du graphique vectoriel (rendu vectoriel tel que SVG, WPF, du XAML, flash, XUL, Swing). L'adoption d'une technologie est fortement liée à la productivité et donc à l'environnement de développement et graphique.

## Application lancée depuis un navigateur (RDA[sigle à expliciter])
Les applications sont téléchargées depuis un navigateur sur le système d'exploitation et s’exécutent en dehors du navigateur, contrairement à une applet Web qui s’exécute dans le navigateur.
En outre, le logiciel charge toujours les versions les plus récentes des applications, et permet ainsi d'éviter les procédures complexes d'installation ou de mise à niveau.
Cette approche permet de construire des applications riches sans les limitations du HTML et sans les contraintes spécifiques des différents navigateurs. Cette technique permet aussi de faire des développements à moindre coût par rapport à un développement Web.

## Approcheultra light client
L'approche ultra light client met à disposition du développeur une bibliothèque Java qui permet de développer des rich Internet applications entièrement basées sur Java.
L'architecture proposée, entièrement ouverte, est basée sur le protocole half object protocol (HOP) qui permet, au travers d'un ensemble d'interfaces de programmation (API), de déplacer au niveau du serveur Web les données et de ne transférer sur le poste client que les données visuellement disponibles pour l'utilisateur.
Seul le moteur de présentation s'exécute du côté client, ce qui allège d'autant la taille des modules devant être téléchargés depuis le serveur. Cela permet à l'utilisateur d'accéder aux données de son entreprise depuis différents terminaux comme son ordinateur de bureau, son ordinateur portable ou son smartphone.
Elle permet donc de tirer profit à la fois des avantages de la plate-forme client de Java et des avantages de la plate-forme Serveur de java.